# Cal Gabrielet
Cal Gabrielet és una casa de Maials (Segrià) inclosa a l'Inventari del Patrimoni Arquitectònic de Catalunya.

## Descripció
Casa entre mitgeres de planta baixa i dos pisos, que aprofita part d'una casa anterior com es veu en la intrincada part posterior de la planta baixa. A la façana, les finestres de mig punt de la golfa, reben un nou tractament, estirant-les en vertical per sobre l'imposta. La llarga balconada sobre mènsules és l'element de prestigi i l'entrada resulta poc coherent amb la resta de la façana. El paredat és de carreus irregulars. Els elements de funció més escultòrica són en pedra picada.